# Памятник добровольцам-танкистам
Памятник «Добровольцам-танкистам» — памятник на пересечении улиц Коммуны и Кирова (пешеходной её части «Кировки») в городе Челябинске, относящийся к Бульвару Славы, — мемориалу, посвящённому советским воинам, участвовавшим в Великой Отечественной войне (1941—1945) и воинам-интернационалистам (памятник «Доблестным сынам Отечества»).

## Значение памятника

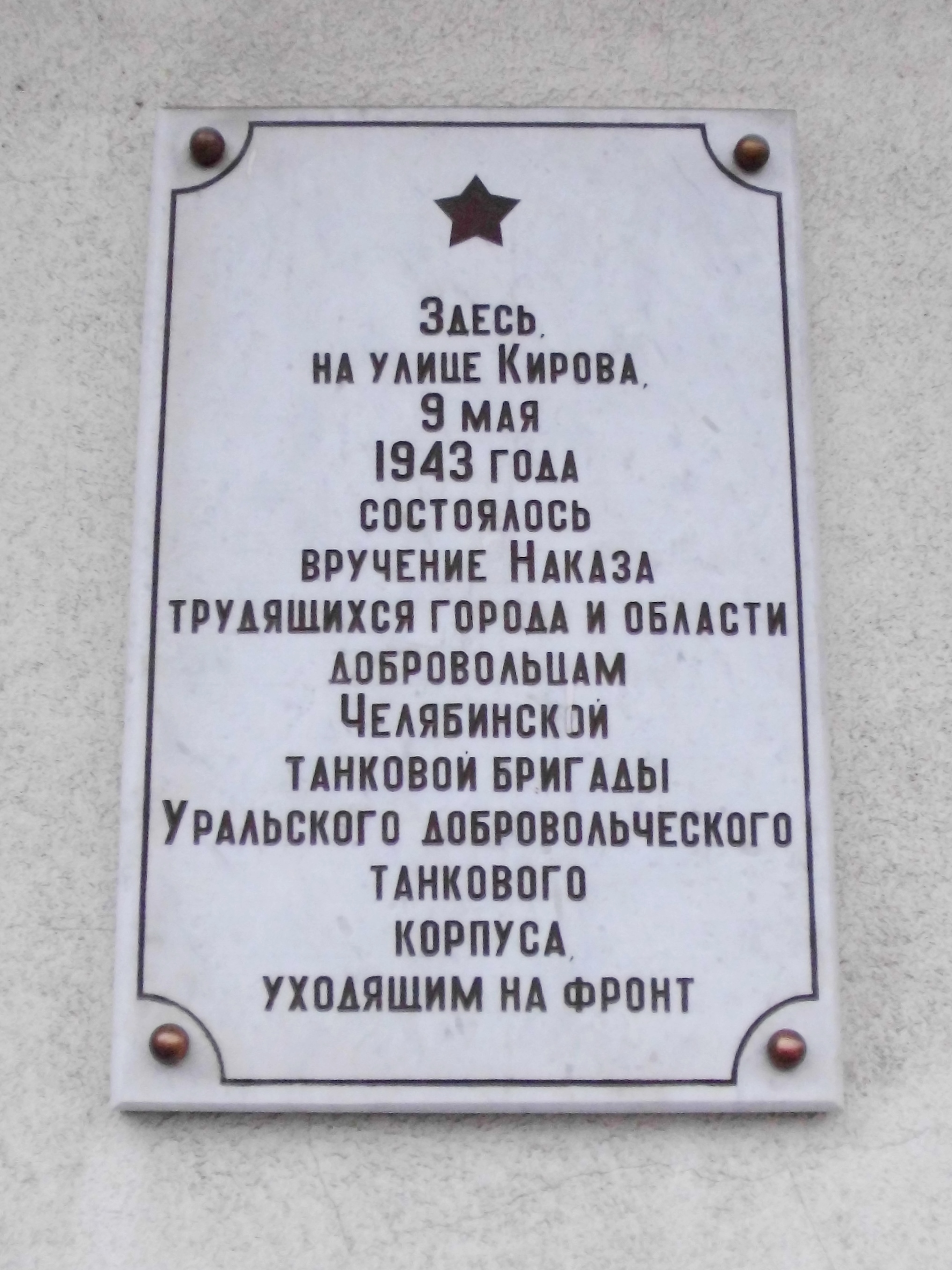
Памятная доска на здании Главпочтамта, слева от памятника

Памятник посвящён добровольцам, участникам Уральского добровольческого танкового корпуса, образовавшегося в 1943 году из добровольцев Свердловской, Челябинской и Молотовской областей. С Мясной площади, где стоит сейчас памятник, 9 мая 1943 года, выслушав Наказ, который был вручён на областном митинге жителей Челябинской области, и поклявшись его исполнить, отправлялись в места сражений бойцы и командиры 63-й Челябинской добровольческой танковой бригады (первоначально 244-я Челябинская танковая бригада), которая в этот корпус входила. Таким образом, этот памятник является символом взаимной связи и единения фронта и тыла страны.

## Появление памятника
В 1960-е годы на Сиреневом бульваре, в сквере возле главпочтамта, был создан мемориальный комплекс «Вечный огонь» посвящённый погибшим в ВОВ со стелой. Архитектор комплекса Далиненко П. П. 8 мая 1965 года был зажжён Вечный огонь при участии матерей погибших лётчиков В. Д. Луценко и Е. В. Овчинникова.
9 мая 1975 года, через 30 лет после уничтожения нацистского режима в Германии и 32 года после отправления танкистов с Мясной площади, на этом месте был торжественно открыт памятник добровольцам, покинувшим родные края для ратных подвигов. Сквер назван был сквером Добровольцев. Памятник Решением исполкома Челябинского областного совета депутатов № 371 от 20.09.1977 года причислен к охраняемым объектам культурного наследия.
В 1984-1985 годах комплекс был реконструирован, создан Бульвар Славы (первоначально Аллея Славы), изменены архитектурные композиции, стела была снесена, Вечный огонь перенесён восточнее, к улице Цвиллинга, к памятнику «Добровольцам-танкистам» заменена первоначальная отмостка из белых мраморных плит отмосткой из чугунных плит с символичными рисунками кузнечных молотков и «древнерусского меча» рассекающего «тевтонский меч». При реконструкции в 2005 году, за памятником были установлены 4 стелы из красного гранита с именами погибших на войне жителей города и области — Героев Советского Союза и кавалеров ордена Славы, заменена облицовка Вечного огня.
В 2020 году, после проведённого онлайн-голосования места установки, было решено возвести в составе мемориального комплекса стелу «Челябинск-Танкоград» посвящённую почётному званию Город трудовой доблести. Также, запланирована установка памятника Н. С. Патоличеву.

## Описание памятника
Фигура добровольца, стоящего у крышки танка, выполнена из бронзы. Из бронзы отлита и стилизованная башня танка. Она изображает рабочего-танкостроителя, на котором уже надет танковый шлем и сапоги, и который взмахом руки зовёт в бой. Высота фигуры — 5 метров. Она установлена на постаменте высотой 3 метра, облицованном чёрным доломитом.

## Галерея

Надпись на постаменте
Мемориальная доска за памятником, перед Вечным огнём
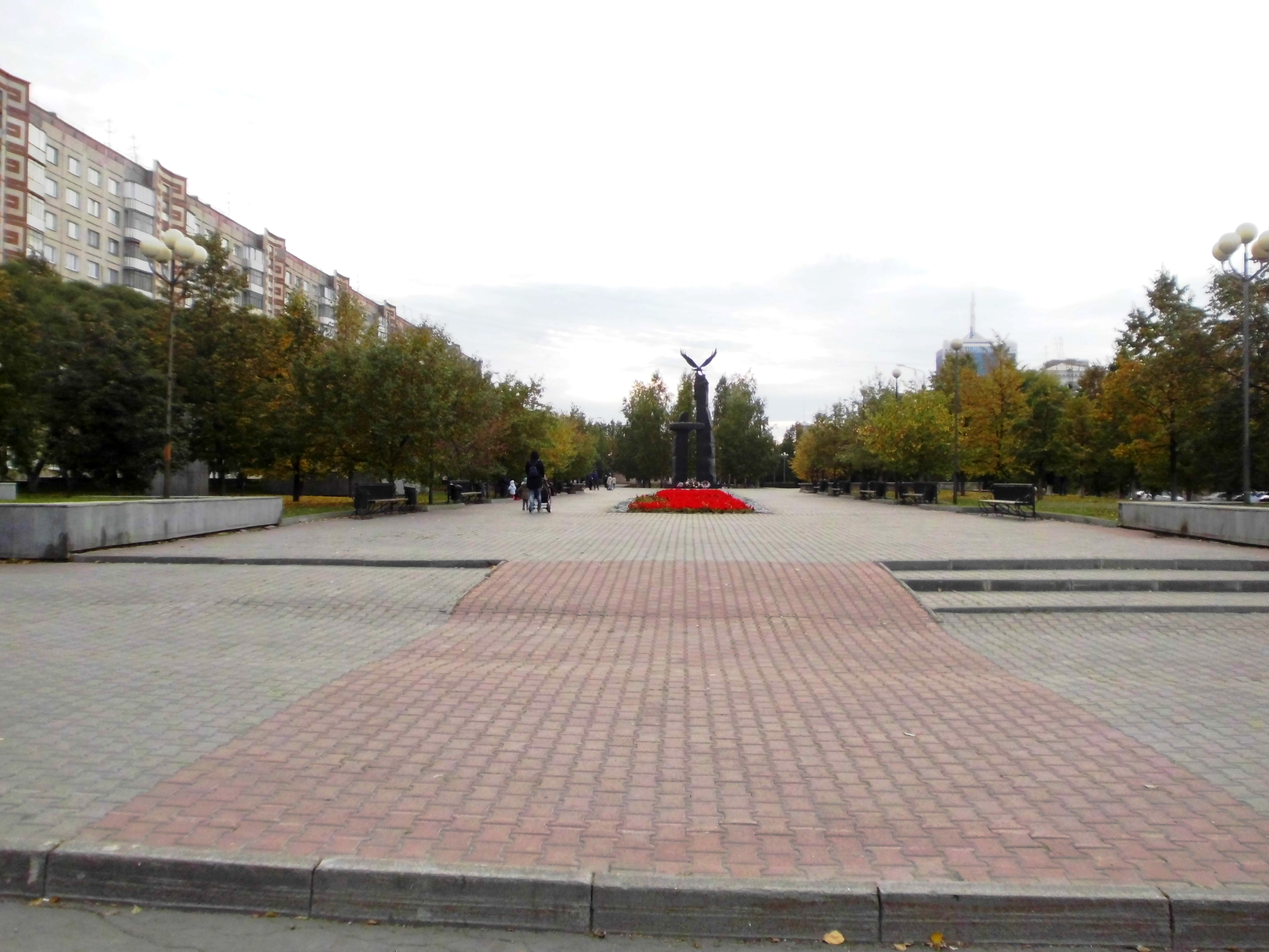
Памятник воинам-интернационалистам на Бульваре Славы
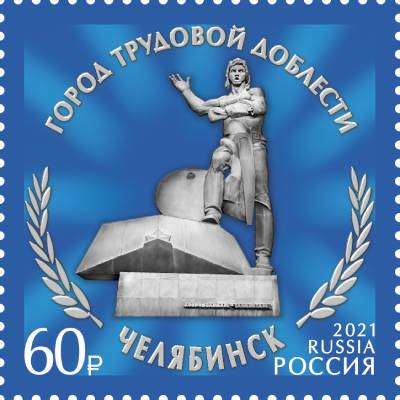
Почтовая марка. Серия «Города трудовой доблести». Челябинск. Памятник танкистам-добровольцам